# 安徽职业技术大学
安徽职业技术大学是一所位于中华人民共和国安徽省合肥市的全日制公办本科职业高等学校，是国家示范性职业高等院校。学校创办于1958年，1999年举办高等职业教育，2003年更名为安徽职业技术学院。

## 校史沿革
1958年创办“安徽省纺织工业学校”，隶属于安徽省轻工业厅。1959年，安徽工业专科学校的纺织科并入，改名“安徽纺织工业专科学校”。1960年升格为“安徽纺织工学院”。1961年安徽纺织工学院停止招生。1962年组建“安徽省轻工业学校”，1966年因文化大革命停止招生，1969年学校停办，1973年恢复招生。
1979年成立安徽省建材工业学校，隶属安徽省建材工业局，2002年更名为安徽材料工程学校。
1979年开办安徽省化学矿山学校，1995年更名为合肥化学工业学校。1985年成立安徽省石油化学工业厅技工学校。2000年，合肥化学工业学校与安徽省职工电视中专学校合并，并更名为安徽工业经济学校。
1980年设立“安徽纺织工业学校”。1999年，在安徽省纺织工业学校基础上组建安徽纺织职业技术学院，隶属安徽省纺织总会。
2003年，安徽省轻工业学校、安徽材料工程学校、安徽工业经济学校并入安徽纺织职业技术学院，更名为安徽职业技术学院，直属安徽省教育厅管理。
2014年，与合肥学院联合举办“四年一贯制”应用型本科教育。

## 院系专业
学校现有二级学院16个，招生专业74个，其中国家级精品专业和教学改革试点专业各1个、国家重点建设专业8个，国家级现代学徒制试点专业9个，省级特色专业32个，中央财政支持高等职业学院提升专业服务产业能力建设项目2个。
- 智能制造学院
- 汽车工程学院
- 计算机与信息技术学院
- 建筑工程学院
- 环境与生命健康学院
- 能源动力与安全学院
- 轨道交通学院
- 现代服装学院
- 现代商务学院
- 智慧财经学院
- 公共管理学院
- 艺术与创意学院
- 文化与旅游学院
- 体育健康学院
- 马克思主义学院
- 外国语学院